# Midachi
Midachi (o también MiDaChi) fue un trío humorístico argentino, formado por Miguel Torres del Sel, Rubén Enrique “Dady” Brieva y Darío “Chino” Volpato en la Ciudad de Santa Fe, a principios de la década de los años 1980. A lo largo de tres décadas, y en diferentes etapas, han brindado exitosos espectáculos, principalmente en teatro y también en televisión. 
El nombre del grupo «Midachi», es un acrónimo que proviene de las iniciales de los apodos de sus integrantes (a excepción de Miguel del Sel): Miguel del Sel, Dady Brieva y Chino Volpato.

## Historia
A comienzos de la década de 1980, Miguel Del Sel y Darío "Chino" Volpato se conocieron cursando la carrera de Profesorado de Educación Física en la ciudad de Santa Fe, y decidieron formar un dúo cómico-musical llamado "Los Comiserios", además de animar fiestas infantiles como payasos, con el objetivo de costear sus gastos universitarios. En julio de 1983, durante una presentación en la peña del Movimiento de Integración y Desarrollo conocieron a Dady Brieva, que realizaba monólogos humorísticos. El grupo surgió de un programa en Santa Fe, llamado De 12 a 14, un programa periodístico cómico e informal.
Luego de presentarse, proponen realizar una reunión en la casa de Dady, que resultó estar a la vuelta de la propiedad en la que vivía Del Sel. De ese encuentro surge Midachi. A partir de ese mismo año, comienzan a realizar shows en peñas, eventos, cenas a beneficio y fiestas particulares. Desde su creación recorrieron la Provincia de Santa Fe junto a su presentador y amigo Raúl "Oreja" Fernández.

Viajábamos 5 en un Renault 12, actuábamos en pueblos como Monte Vera, Sarmiento, Humboldt. Era todo muy artesanal, las pelucas eran de una amiga de la mamá de Miguel, el poncho de Mercedes Sosa prestado y el Chino tenía una guitarra, y pará de contar"; recuerda Raúl. El trío fue creciendo y con el tiempo alcanzaría gran fama en el país.

El 15 de noviembre de 1984, se presentaron en Villa Carlos Paz y logran buenos resultados de taquilla. Ese mismo año le proponen hacer una gira latina y centroamericana, que abarcaba Venezuela, Cuba, Perú y Chile. Su debut televisivo se llevó a cabo en 1987 en el programa Badía & Compañía, conducido por Juan Alberto Badía y emitido por El Trece, haciendo una representación musical, respectivamente Dady Brieva imitando a Piero y Miguel del Sel a Mercedes Sosa. A partir de allí y hasta 1989, fecha del primer show en Teatro Ópera de Buenos Aires, el grupo recorrió varias veces el país en diversas giras. Durante ese período lograron también mostrarse internacionalmente en giras que incluyeron Colombia, Estados Unidos, Uruguay, nuevamente Cuba, Paraguay, República Dominicana, Venezuela, Puerto Rico y Chile.
En 1995, el grupo se disolvió y cada uno de sus integrantes desarrolló una exitosa carrera en forma independiente en cine, teatro y televisión, por ejemplo Miguel del Sel se lanza como cantante, y ese mismo año es contratado por Marcelo Tinelli en la pantalla de Telefe para ser parte del personal de humoristas de Videomatch, donde permanece hasta 1997 y recrea personajes de Midachi como La Tota, Chirolita o las imitaciones de Ricardo Montaner, Mercedes Sosa y Palito Ortega entre otros , mientras Dady Brieva y el Chino Volpato crean junto al gran Jorge Guinzburg el ciclo Tres tristes tigres del trece emitido por Canal 13.
Durante 1998 y 1999, Miguel se traslada para Canal 13 al elenco de Rompeportones junto a Emilio Disi, Fabián Gianola y otros, Paralelamente Dady realiza su programa en vivo llamado Agrandadytos.
En el año 2000, luego de estar 5 años separados vuelven con Midachi, el regreso del humor. En 2003, Midachi, 20 años no es nada. En 2006, se presentó Midachi en cinta, en el Teatro Ópera de la ciudad de Buenos Aires, show que solo presentaron en Ciudad Autónoma de Buenos Aires.
En 2008 presentaron Midachi de película, que se extendió hasta 2010 y donde realizaron una gira por todo el país. A mediados de 2010 mostraron su espectáculo, Midachi Circus, que estuvo en cartelera hasta mayo de 2011, por la candidatura de Miguel Del Sel a gobernador de Santa Fe por el PRO.
Midachi hizo una nueva aparición en 2017, con sus tres integrantes. En ese año también fueron parte del programa 19° de Peligro: Sin codificar interpretando a distintos personajes. En 2018, celebraron sus 35 años recorriendo todo el país.

## Integrantes del grupo
Miguel del Sel
Nació en el Barrio Sur de la ciudad de Santa Fe, capital de la provincia de Santa Fe, el 3 de julio de 1957. De chico no le interesaba mucho la actuación, ya que quería ser jugador de fútbol. Su padre de pequeño lo llevaba a la cancha y se hizo hincha fanático del Club Atlético Unión.
Realizó sus estudios primarios en el Colegio San Cayetano, ubicado en avenida Juan José Paso 3150 del Barrio Sur, el mismo donde vivió toda su infancia.
Cursó sus estudios secundarios en la Escuela de Comercio Domingo G. Silva y luego comenzó sus estudios terciarios en el Instituto Santafesino de Educación Física (ISEF), donde se recibió, 4 años después, de profesor de Educación Física. En paralelo a su carrera como actor y músico, ha incursionado en la política. En diciembre de 2015, el presidente Mauricio Macri le ofreció ser el embajador de Argentina en Panamá, y renunció a él en 2017.
Dady Brieva
Rubén Enrique Brieva pasó su niñez y adolescencia en el barrio Villa María Selva, en Santa Fe Capital, hijo de una familia conservadora que se oponía a su sueño de ser actor. Su padre, que era comisario y peronista, decía que «eso es cosa de maricones»; esto ha sido contado por él mismo, a modo de anécdota, en distintas entrevistas que le han realizado y en sus monólogos.
Fue el último en unirse al trío al grupo, ya que al principio sólo formaban un dúo del Sel y Volpato. Antes de esto Brieva había trabajado en la administración pública.
Fue muy popular su etapa conduciendo el programa Agrandadytos, por El trece. En dicho programa, de emisión semanal, Dady entrevistaba a niños pequeños desde 3 hasta aproximadamente 12 años, los cuales contaban experiencias familiares, y en algunas ocasiones se les permitía interactuar con famosos, o con imitaciones de ellos.
En 2001 es el protagonista junto a Andrea Del Boca en la exitosa telecomedia El sodero de mi vida por Canal 13 y en el año 2004 protagoniza, junto a Romina Gaetani, la telecomedia Los secretos de papá, por el mismo canal.
En 2016 participó en la película multipremiada El ciudadano ilustre, actuando junto a Oscar Martínez y Andrea Frigerio.
Chino Volpato
Cursó la primaria en la escuela fiscal 379 y la secundaria en el Colegio San José. Reside en la Ciudad de Santa Fe. 
Realizó un profesorado de educación física en la ciudad de Santa Fe, y fue ahí donde conoció a su futuro socio y amigo Miguel del Sel. Más tarde conocieron a Dady Brieva, fundando el trío humorístico. Su vida cambió radicalmente de los colegios en donde daba clase, a los escenarios del país y Latinoamérica. 
Siendo el más reservado del trío, Volpato vio el puente a nuevos proyectos, de teatro, de conducción en televisión, radio, producciones artísticas y guiones diversos. Tras la primera separación del grupo en 1994, incursionó en la televisión en calidad de guionista y libretista. En 2009, publicó su primera y única novela de suspenso, titulada Esquina 718. 
Volpato es coautor junto con el músico Juan Baena de la canción de cumbia llamada «El bombón asesino», la cual reavivó la carrera del grupo de cumbia originaria de Santa Fe, llamado Los Palmeras en el año 2004.

## Legado
El famoso grupo humorístico ha logrado grandes récords como 53 shows en el Gran Rex, superando a David Copperfield y Sandro, además suma una convocatoria de 4.500.000 espectadores aproximadamente durante toda su carrera.

## Miradas políticas
El grupo ha tenido conflictos internos, en gran parte a las posturas ideológicas de sus tres integrantes, siendo los tres militantes de distintos partidos políticos, precisamente Del Sel conservador, Volpato liberal y Brieva peronista.

## Espectáculos
1. 1983 - Tomo I
2. 1991 - Tomo II
3. 1993 - Tomo III
4. 1995 - Tomo IV
5. 1997 - Dady y Chino en sincro
6. 2000 - El regreso del humor
7. 2003 - 20 años no es nada
8. 2006 - En cinta
9. 2008 - De película
10. 2010 - Circus
11. 2017 - Kindon

## Cine
- 1992:Siempre es difícil volver a casa (con Brieva y Volpato como actores)
- 2000:Midachi, el regreso del humor (Brieva, Del Sel y Volpato)
- 2003:Midachi, veinte años no es nada (Brieva, Del Sel y Volpato)
- 2007:Isidoro: la película (Brieva y Del Sel como actores)

## Midachi TV
El programa se inició en agosto de 2006 como un programa humorístico, en el que se presentaban sketches y monólogos, entre otros números. Se emitía por Canal 13 de Argentina.